# Рой Коффін
Рой Коффін (англ. Roy Coffin, 10 травня 1898 — 10 листопада 1982) — американський хокеїст на траві.
Бронзовий призер Олімпійських Ігор 1932 року.